# Lijepa večer, lijep dan (2024.)
Lijepa večer, lijep dan je hrvatski film, drama iz 2024. godine redateljice i scenaristice Ivone Juka.
Film je izabran kao predstavnik Hrvatske za najbolji međunarodni dugometražni film na 97. dodjeli Oscara, ali na kraju nije nominiran.

## Sinopsis
Četvorica studenata i prijatelja, Lovro, Nenad, Stevan i Ivan odlaze u partizane u borbu protiv ustaša i nacista. Šesnaest godina kasnije oni su renomirani filmaši u komunističkoj Jugoslaviji. Četiri umjetnika osumnjičena su za homoseksualnost, a Emir lojalan komunističkoj partiji poslan je sabotirati njihove karijere i živote. Ta potraga za slobodom postaje potraga za preživljavanjem za umjetnika i izazov za Emirova uvjerenja.

## Glumačka postava
- Dado Ćosić kao Lovro Horvat
- Emir Hadžihafizbegović kao Emir Servar
- Slaven Došlo kao Stevan Petrović
- Đorđe Galić kao Nenad Miličić
- Elmir Krivalić kao Ivan Bota
- Dražen Čuček kao Goran Drenković
- Anja Šovagović-Despot kao Lovrova majka
- Vojislav Brajović kao Lovrov otac
- Asja Jovanović kao Ankica
- Ivana Boban kao Sanja Erić
- Milica Mihajlović kao Sanela Servar
- Svetozar Cvetković kao Godez Klemac
- Matija Prskalo kao Katica Fikić
- Marko Braić kao Zoran
- Mislav Čavajda kao glavni ustaša
- Andrej Dojkić kao zatvorenik Ranko
- Jan Doležal kao Marko Erić
- Goran Grgić kao agent Rogan
- Anita Juka
- Lena Juka Štambuk kao Marta
- Ivan Krištof
- Stojan Matavulj kao Rosta Orlić, zamjenik ministra
- Pavle Matuško kao radnik
- Frano Mašković kao drug Franković
- Siniša Miletić kao drug Dragojević
- Domagoj Mrkonjić kao Petar, svjedok
- Gloria Navarro
- Marko Petrić kao Stipe
- Luka Petrušić kao drug Gagić
- Deirdre Pike
- Jure Radnić kao Antun, vojnik
- Rade Radolović kao Vjeko, svjedok
- Janko Rakoš kao Goran
- Laura Sinovčić
- Boris Svrtan kao agent Anić
- Enes Vejzović kao drug Miroslav
- Paško Vukasović kao Darko, svjedok
- Nikolina Žuženić kao Zuzi
- Sara Blažić kao Hana

## Vanjske poveznice
- Službena stranica filma – 4film.hr
- Lijepa večer, lijep dan u internetskoj bazi filmova IMDb-a
- Službena stranica u internetskom katalogu hrvatskih filmova HAVC-a